# Želivka
Die Želivka (deutsch Zeliwka) ist ein Nebenfluss der Sázava in Tschechien.
Er entspringt als Hejlovka bei Vlásenice-Drbohlavy in einer Meereshöhe von 631 m ü. M. In die Sázava mündet er nach 98,9 Kilometern bei Soutice in einer Meereshöhe von 312 m ü. M. Das Flussgebiet nimmt 1.189 Quadratkilometer ein. 
Hejlovka fließt zunächst in einem offenen Tal Richtung Norden, nach Pelhřimov durchquert sie Wälder. Ab der Einmündung des Jankovský potok in der Talsperre Sedlice (Sedlická nádrž) am Kilometer 63 wird der Fluss als Želivka bezeichnet. Die nun eingeschlagene Richtung verläuft nordöstlich.
Am Fluss ist ein bedeutendes Wasserreservoir, die Talsperre Švihov erbaut worden, das Prag mit Trinkwasser versorgt. Dazu wurden 1974 die Stadt Dolní Kralovice, der Flecken Zahrádka sowie die Orte Horní Kralovice, Příseka und Libčice abgerissen und zwischen 1975 und 1976 mit dem Stau überflutet. 

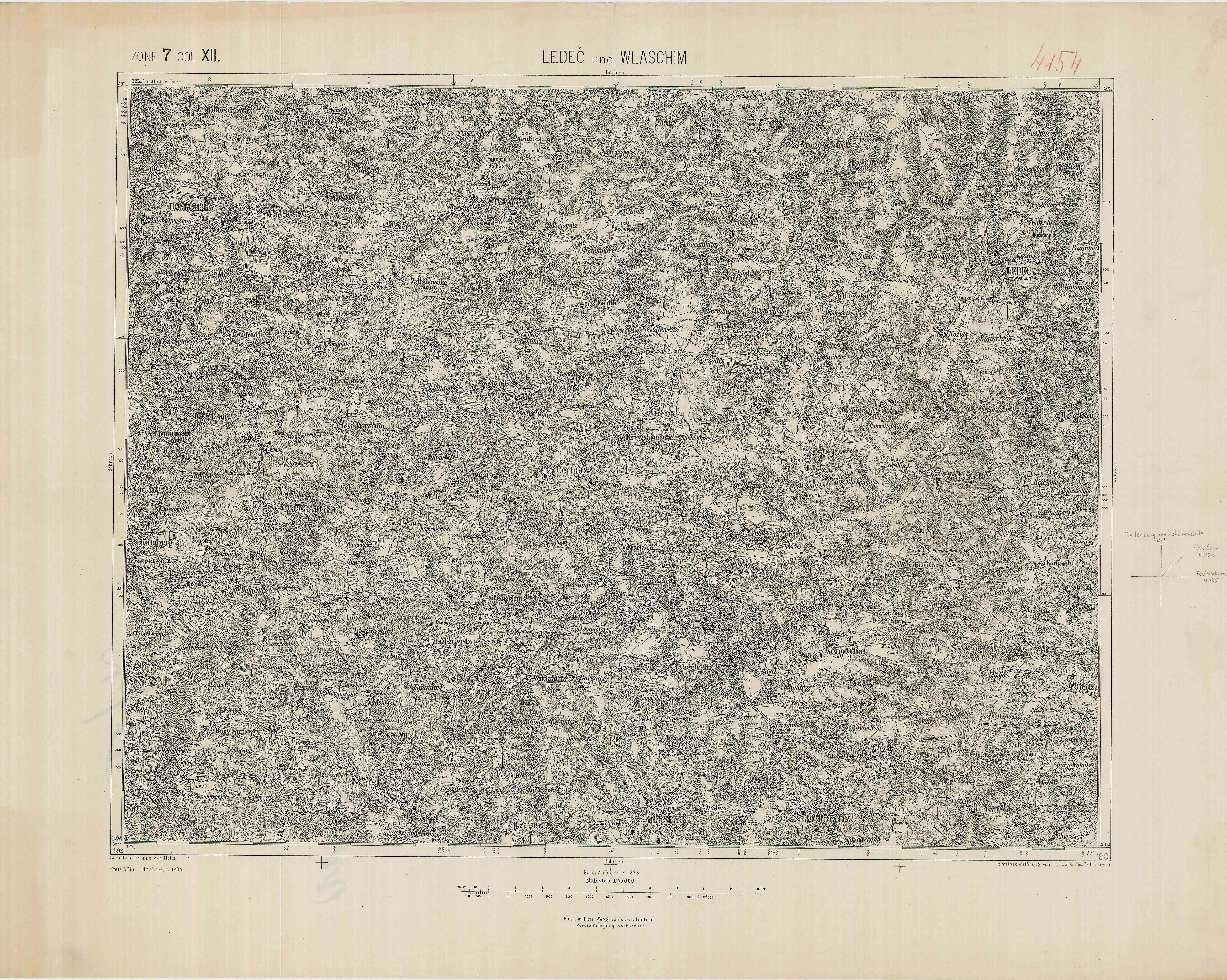
Das Tal der Želivka (rechts) und seine Umgebung ca. 1890 (Spezialkarte 1:75.000 der 3. Landesaufnahme)